# Notoscopelus
Notoscopelus è un genere di pesci ossei abissali appartenente alla famiglia Myctophidae.

## Distribuzione e habitat
Il genere è presente nell'Oceano Atlantico (tranne N. japonicus del Pacifico). Nel mar Mediterraneo sono presenti N. bolini, N. elongatus e N. kroyeri. Sono pesci batipelagici.

## Specie
- Notoscopelus bolini
- Notoscopelus caudispinosus
- Notoscopelus elongatus
- Notoscopelus japonicus
- Notoscopelus kroyeri
- Notoscopelus resplendens[1]